# Joutenjärvi (sjö i Lieksa, Norra Karelen)
Joutenjärvi är en sjö i kommunen Lieksa i landskapet Norra Karelen i Finland. Sjön ligger 120,9 meter över havet. Den är 7,8 meter djup. Arean är 71 hektar och strandlinjen är 9,03 kilometer lång. Sjön  ingår i Vuoksens huvudavrinningsområde.   Den ligger omkring 91 kilometer norr om Joensuu och omkring 450 kilometer nordöst om Helsingfors. 
I sjön finns ön Kuuttiniemi. 